# 1357 Khama
1357 Khama је астероид главног астероидног појаса са пречником од приближно 50,16 .
Афел астероида је на удаљености од 3,698 астрономских јединица (АЈ) од Сунца, а перихел на 2,671 АЈ.
Ексцентрицитет орбите износи 0,161, инклинација (нагиб) орбите у односу на раван еклиптике 13,981 степени, а орбитални период износи 2076,032 дана (5,683 година).
Апсолутна магнитуда астероида је 11,03 а геометријски албедо 0,027.
Астероид је откривен 2. јула 1935. године.